# Gandamia
Gandamia es una comuna o municipio del círculo de Duentza de la región de Mopti, en Malí. En abril de 2009 tenía una población censada de 5961 habitantes.
Se encuentra ubicada en el centro-este del país, cerca de la frontera con Burkina Faso y con la región de Tombuctú.